# George Pascu
George Pascu (* 14. Januar 1912 in Iași; † 16. November 1996) war ein rumänischer Musikwissenschaftler, -pädagoge und Dirigent.

## Leben
Pascu hatte ab 1923 am Nationalkolleg in Iaşi Unterricht in Chorleitung bei Enrico Mezzetti. Parallel belegte er Kurse am Konservatorium für Musik und darstellende Kunst. Er studierte Instrumentalmusik und Musiktheorie und wirkte dann als Professor und Chorleiter am Theologischen Seminar in Roman. Von 1938 bis 1943 unterrichtete er Instrumental- und Vokalmusik an der Militärhochschule in Craiova. Darauf kehrte er nach Iaşi zurück, wo er Dekan der Fakultät für Instrumentalmusik der Universität der Künste George Enescu wurde und bis zu seiner Pensionierung 1977 unterrichtete. Daneben war er von 1945 bis 1947 Direktor der Moldawischen Philharmonie.
Bereits seit den 1930er Jahren veröffentlichte Pascu in Zeitschriften Musikkritiken, Rezensionen und Essays. Zum Gebiet der historischen Musikwissenschaft trug er mit Forschungen zu den Musikinstitutionen seiner Heimatstadt Iași bei. Mit Sendungszyklen im Hörfunk, kommentierten Konzerten und Konferenzen trug er zur Entwicklung der Musikkultur in der Region Moldawien bei.

## Schriften
- 100 de ani de la înfiintarea Conservatorului "George Enescu" din Iasi, 1964
- G. Pascu, Iosif Sava: Muzicienii Iașului, 1987
- G. Pascu, Melania Boțocan: Popasuri în istoria muzicii, 1994
- Melania Boțocan, G. Pascu: Hronicul Muzicii Ieșene, 1997
- Viața muzicală românească interbelică, 2007
- G. Pascu, Melania Boțocan: Carte de istorie a muzicii (2 Bände), 2003, Neuauflage 2012